# Ферстерштадт
Фьорстерштадт (нім. Försterstadt «місто лісничих») — німецька колонія в Житомирській генеральній окрузі, заснована 23 вересня 1943 розпорядженням генерального комісара Ернста Ляйзера. Поряд із Гегевальдом мала стати плацдармом для майбутньої німецької колонізації окупованих територій СРСР у рамках реалізації нацистського генерального плану «Ост».

## Історія
Центральне місце у політиці забезпечення умов життя фольксдойчів на території України в добу Другої світової війни відводилося генеральній окрузі Житомир, на території якої проживала чи не найбільша німецька етнічна меншина. Лише станом на кінець 1941 р. там було зареєстровано понад 40 тис. фольксдойчів. Восени 1942 р. з ініціативи райхсфюрера СС Гіммлера між Житомиром і Бердичевом було утворено колонію німецьких поселенців Гегевальд. Через рік, восени 1943 р., було офіційно оголошено про заснування другої в житомирській генеральній окрузі німецької колонії між Коростенем і Черняховом — Фьорстерштадт, або Черняхів (нім. Tschernjachiw), де вивільнені після вивезених українців і євреїв місця заселялися етнічними німцями місцевого походження. До її складу ввійшли села Черняхівського, Горошківського, Пулинського, Звягельського, Довбишанського, Коростенського, Потіївського районів. Центром колонії став Черняхів, а її гебітсгауптманом було призначено оберфюрера СС Чимпке. Розміщення колонії саме на цих землях мотивувалося наявністю тут значної кількості етнічних німців — близько 3% (третя за чисельністю етнічна група в краї після українців і поляків). До округи Фьорстерштадт входили 24 населені пункти, в яких проживало 9036 етнічних німців.
Головним джерелом матеріального забезпечення фольксдойчів краю окупаційною владою стало конфісковане майно єврейського населення в інших регіонах України та Європи. Продуктові спецпайки, частково одяг і предмети першої необхідності серед фольксдойчів здебільшого розповсюджувалися через мережу спеціалізованих закритих крамниць.
Місцевим німцям довіряли керувати різного роду організаціями промислової та сільськогосподарської сфер, інших галузей економіки, досить часто без урахування фахової підготовки.
Належно розв'язувалися і питання, пов'язані з соціальним захистом та медичним обслуговуванням місцевих німців. Для дітей із сімей фольксдойчів створювалися дитсадки, а для дітей-сиріт — дитбудинки.
Особливу увагу окупаційна влада приділяла політиці у царині шкільної освіти, адже саме через освіту і виховання відбувалася германізація молодого покоління. Широку мережу німецьких шкіл було створено в усіх районах компактного та розрізненого проживання фольксдойчів.
В окрузі інколи проводили виступи німецькі фронтові театри. У лютому 1942 р. вояки союзної німецькій армії словацької частини теж організували виступ у Пулинах, який став відповіддю на концерт місцевої української молоді.
Існувала заборона шлюбів фольксдойчів із представниками інших етнічних груп населення задля збереження «чистоти раси».
Станом на квітень 1943 р., коли було складено списки етнічних німців Олевська, Пулин, Романова та інших сусідніх районів, майже половина населення потрапила під третю категорію: їхня кров була частково німецькою (народжені у змішаних шлюбах), але вони вважалися такими, яких можна було онімечити.
У березні-квітні 1943 р. відбулося одне з найбільш масових переселень до сіл по лінії Коростень—Черняхів у межі Пулинського (Червоноармійського), Черняхівського та Горошківського (Володарськ-Волинського) районів. Під час переселення сюди із району Бараші було переміщено 4500 фольксдойчів. Ці переселення, за словами Е. Ляйзера, відбулися через натиск радянських партизанів («банд», як відзначено у німецьких джерелах).
Формально колонія фольксдойчів Фьорстерштадт, як і сусідня Гегевальд функціонували до листопада 1943 р., коли на ці території у ході наступу зайшли радянські війська. Значна частина етнічних німців не евакуювалася, а залишилася на місцях свого попереднього проживання. Вони могли залишатися на зайнятій Червоною Армією території за завданням німецької розвідки для проведення розвідувальної діяльності.
З поновленням радянської влади практично всі місцеві німці за їхню співпрацю та лояльність відносно нацистського окупаційного режиму були репресовані. Відповідні заходи прямо торкнулися і репатріантів-фольксдойчів. Унаслідок таких етнодемографічних змін у післявоєнний період на території Житомирсько-Вінницького регіону практично зникла німецька національна меншина, одна з найбільших у довоєнні роки.